# Notiobiella ocellata
Notiobiella ocellata är en insektsart som beskrevs av Tim R. New 1989. Notiobiella ocellata ingår i släktet Notiobiella och familjen florsländor. Inga underarter finns listade i Catalogue of Life.